# Annie Duke
Annie LaBarr Duke (geborene Lederer; * 13. September 1965 in Concord, New Hampshire) ist eine professionelle US-amerikanische Pokerspielerin.

## Familie
Dukes Vater, Richard Lederer, ein Schriftsteller und Linguist, unterrichtete an der St. Paul’s School. Ihr Bruder Howard Lederer ist auch ein professioneller Pokerspieler, und ihre Schwester Katy Lederer ist Autorin und Poetin.

## Studium
Duke ging an die Columbia University, wo sie ein Studium mit dem Abschluss in Anglistik und Psychologie absolvierte.
Duke erhielt eine Mitgliedschaft in der National Science Foundation, durch die sie an der University of Pennsylvania Kognitive Psychologie studieren konnte, besonders Psycholinguistik. Sie wollte Professorin werden, aber im Jahr 1992 verließ sie die Universität, nachdem sie fünf Jahre lang studiert hatte. Dies war einen Monat, bevor sie ihren Doktorabschluss in Philosophie machen konnte. Sie zog das Familienleben mit ihrem Ehemann Ben Duke vor und zog mit diesem nach Columbus, einer Stadt in Montana.

## Poker

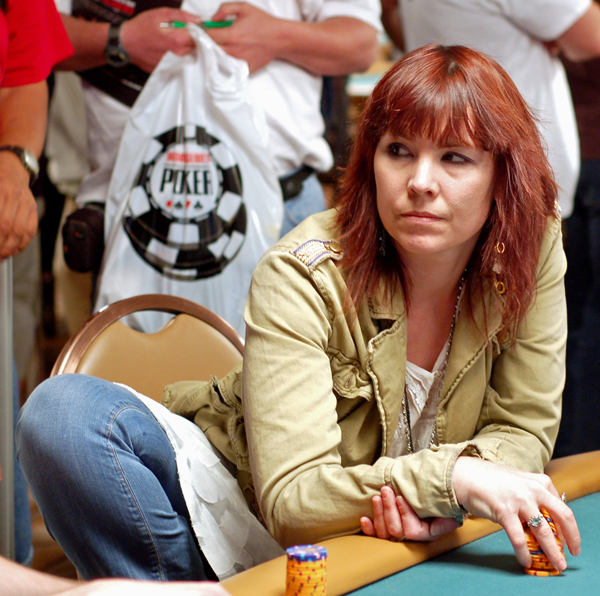
Duke bei der WSOP 2007

In Montana begann Duke, in Kartensalons in Billings zu Pokern. Ihr Bruder Howard Lederer war zu diesem Zeitpunkt schon ein professioneller Spieler und förderte seine Schwester finanziell. Im Jahr 1994 zog sie mit ihrem Mann nach Las Vegas, damit sie sich ganz dem Poker widmen konnte. Vor 2004 erreichte sie den 10. Platz beim Main Event der World Series of Poker (WSOP) 2000, während sie sich im achten Monat der Schwangerschaft mit ihrem dritten Kind befand. Anfang 2004 erlangte Duke einige Berühmtheit, da sie den Schauspieler Ben Affleck trainierte, der anschließend die California State Poker Championship gewann. Im September 2004 gewann Duke das Tournament of Champions der WSOP und sicherte sich eine Siegprämie von 2 Millionen US-Dollar. Sie setzte sich als einzige Frau am Finaltisch unter anderem gegen den damaligen Weltmeister Greg Raymer und im Heads-Up gegen Phil Hellmuth durch. Nach diesem Erfolg war sie in der Late Show with David Letterman zu Gast. Bei der WSOP 2004 gewann Duke ein Bracelet in der Variante Omaha Hi-Lo.
Duke nimmt nicht mehr an Damenturnieren teil, da sie sagt, dass Poker eine der wenigen Sportarten ist, bei der Frauen genau die gleichen Chancen wie Männer haben und somit spezielle Damenturniere unnötig sind. Duke ist einer der vielen Pokerspieler, die die Beschränkungen während Fernsehturnieren nicht mögen. Obwohl die Spieler ein Startgeld zahlen müssen, erlauben viele Veranstalter nicht, dass die Spieler Sponsorenlogos tragen. Im April 2005 löste Duke Kontroversen aus, als sie dazu bemerkte, Pokerspieler seien nicht einmal Sklaven, sondern müssten auch noch bezahlen, um auf Plantagen arbeiten zu dürfen (original: We [poker players] are not even slaves. We’re people paying to pick the cotton.).
Insgesamt hat sich Duke mit Poker bei Live-Turnieren mehr als 4 Millionen US-Dollar erspielt und steht damit auf dem fünften Platz der erfolgreichsten Frauen nach Turnierpreisgeldern.

## Andere Unternehmungen
Duke arbeitete seit 2000 als Sprecherin für UltimateBet und hat viele Artikel für diese Online-Poker-Website geschrieben, hauptsächlich über Omaha HiLo. Sie hat verschiedene Nicknames, unter anderem „Annie Legend“, „The Duke“, and „The Duchess of Poker“. Ihre Schwester Katy Lederer schrieb das Buch Poker Face: A Girlhood Among Gamblers über die Lederer-Familie. Duke schrieb ihre eigene Biographie, Annie Duke: How I Raised, Folded, Bluffed, Flirted, Cursed, and Won Millions at The World Series of Poker. Dies bedeutet etwa Annie Duke: Wie ich erhöhte, passte, bluffte, flirtete, fluchte und Millionen bei der World Series of Poker gewann. Sie trat am 30. Januar 2006 als erster Sportler in Comedy Centrals The Colbert Report auf, wo sie auch über ihr Buch redete und darüber, wie es ist, sich als Frau in einer von Männern dominierten Sportart zu behaupten. Am Ende der Sendung feierte der Moderator Stephen Colbert einen Sieg über Duke in einem Spiel Five-Card Draw, bevor sie merkte, dass mit einem neuen, noch nie gemischten Kartendeck gespielt wurde.
Im Jahr 2002 zog sie nach Portland in Oregon, um dort für ieLogic zu arbeiten. Diese Firma produziert Software für Online-Poker. Im Jahr 2004 wurde sie von ihrem Ehemann Ben Duke geschieden. Mit ihren vier Kindern zog sie 2005 zu den Hollywood Hills in Los Angeles. Ihr neues Haus im mediterranen Stil und ihr Lebensgefährte, der Schauspieler und Produzent Joe Reitman, wurden im Artikel der New York Times At Home With Annie Duke (deutsch Bei Annie Duke zuhause) am 19. Januar 2006 vorgestellt.
Im Jahr 2005 half Duke ihrem Bruder Howard Lederer eine Serie von Poker-Videospielen zu vermarkten, in der beide Geschwister als virtuelle Charaktere vorkommen.
Im Jahr 2006 zeigte das Game Show Network ein Fernseh-Special mit dem Namen Annie Duke Takes on the World (zu deutsch etwa Annie Duke nimmt es mit der Welt auf), in dem Annie Duke gezeigt wurde, wie sie gegen verschiedene Pokeramateure spielte.